# Lead Exposure Elimination Project
Le Lead Exposure Elimination Project (LEEP) est une organisation non gouvernementale internationale visant à réduire l'exposition au plomb. Basée à Londres, en Angleterre, elle a été fondée en 2020 pour promouvoir la recherche et le plaidoyer sur la prévalence et les conséquences de l'intoxication au plomb dans les pays en développement.
Giving What We Can a identifié LEEP comme ayant l'un des rapports coût-efficacité les plus élevés au monde, prévenant l'exposition au plomb des enfants pour un coût moyen de 1,66 dollar américain,, et évitant en moyenne une année de vie corrigée de l'incapacité pour 14 dollars américains. En 2023, LEEP a réalisé un chiffre d'affaires de 8,97 millions de dollars américains.

## Histoire
LEEP a été fondée en 2020 par Lucia Coulter, ancien médecin du NHS, et Jack Rafferty, ancien dirigeant d'ine ONG. L'organisation a été incubée par Charity Entrepreneurship, qui a soutenu LEEP au cours de sa première année avec une subvention de 60 000 dollars.
Parmi les premiers projets du LEEP figurait une étude sur l'incidence du plomb dans les marques de peinture au Malawi. Réalisée en partenariat avec le Bureau des normes du Malawi, l'étude a révélé que 53 % des peintures échantillonnées présentaient des niveaux dangereux de plomb. Après son étude sur la peinture, LEEP s'est associé au gouvernement malawien pour élaborer une réglementation contre la peinture au plomb, offrant un soutien technique aux fabricants pour trouver des formules alternatives. Une étude de suivi sur la peinture, menée en 2023, a révélé que la part des échantillons de peinture contaminés au plomb au Malawi avait diminué de 20 %, pour atteindre 33 %.
LEEP a reproduit dans plusieurs autres pays son approche consistant à tester, proposer des réglementations et les mettre en application. En 2022, LEEP a soutenu une étude sur la peinture au plomb dans les villes de Gaborone au Botswana, et de Harare au Zimbabwe, en collaboration avec des chercheurs de la Faculté de médecine et des sciences de la santé de l'Université du Zimbabwe. Les résultats ont montré que plus de 70 % des peintures échantillonnées présentaient des niveaux de plomb supérieurs à la limite réglementaire.
LEED a également mené des recherches et des actions de sensibilisation au Pakistan, où 70 % des enfants ont des niveaux de plomb dans le sang supérieurs à 5 microgrammes par litre, ce qui représente la limite fixée par l'Organisation mondiale de la santé pour savoir quand il vaut la peine d'identifier et de mettre fin aux sources d'exposition au plomb. Dans l'enquête initiale, LEEP a constaté que 40 % des peintures échantillonnées présentaient des niveaux de plomb supérieurs à la limite légale au Pakistan,, suggérant une mauvaise application des règles existantes. En réponse, LEEP a travaillé avec le gouvernement pakistanais et les fabricants de peinture locaux pour améliorer l’application des réglementations contre la falsification du plomb. En quatre mois, dix fabricants de peinture, dont cinq parmi les marques de peinture les plus populaires au Pakistan, ont accepté de passer à des formulations sans plomb.

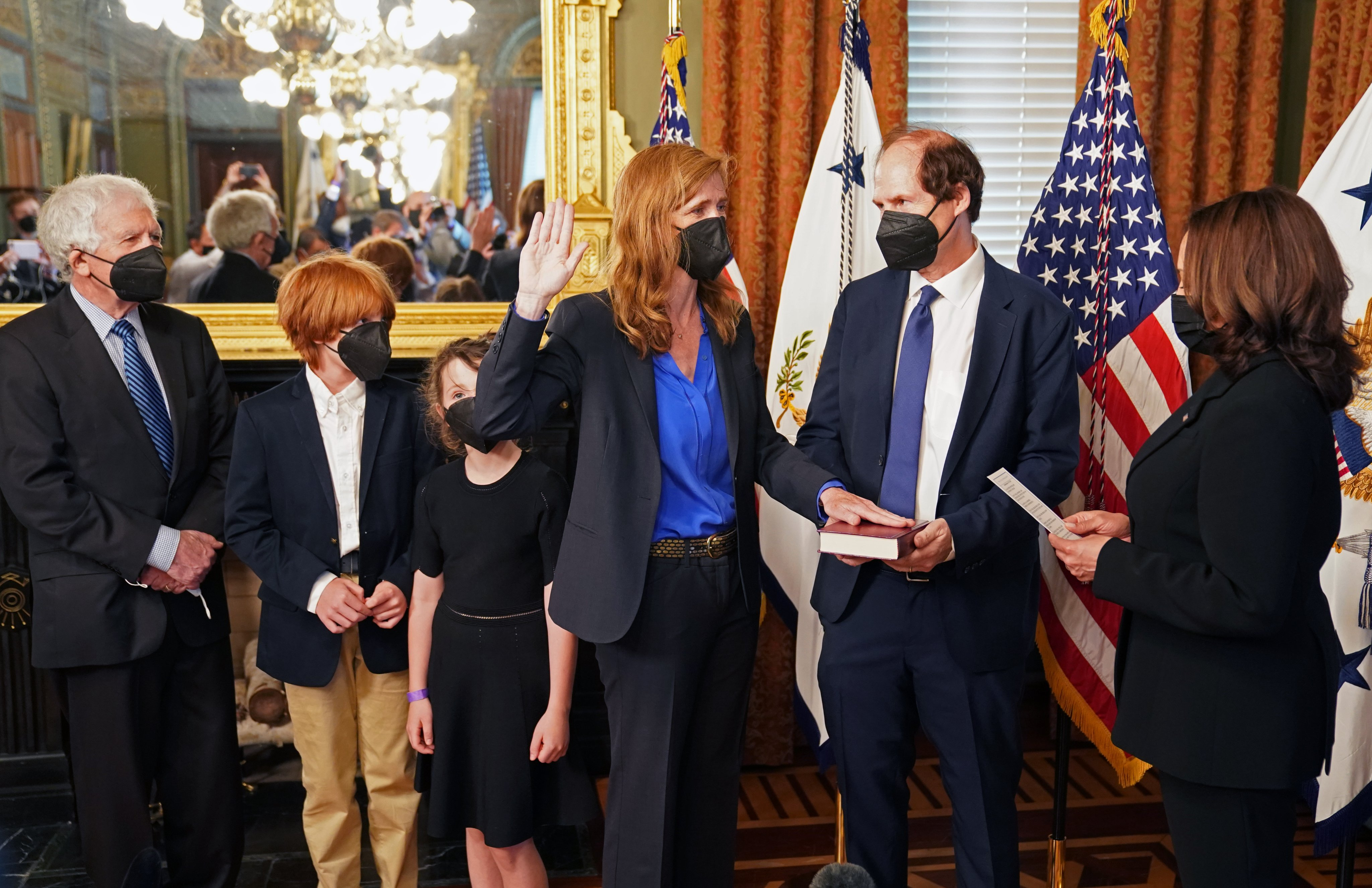
Prestation de serment de l'administratrice de l'USAID, Samantha Power

En 2022, les cofondateurs de LEEP, Lucia Coulter et Jack Rafferty, ont été nommés dans la liste inaugurale « Future Perfect 50 » de Vox, une liste de 50 personnes travaillant sur des problèmes mondiaux importants, négligés et traitables. La même année, Coulter et Clare Donaldson, codirectrice exécutive du LEEP, ont rejoint un groupe de travail convoqué par le Center for Global Development, visant à atténuer le fardeau de l'intoxication au plomb dans les pays en développement.
En décembre 2023, la cofondatrice de LEEP, Lucia Coulter, est apparue dans le podcast de 80 000 Hours, une organisation à but non lucratif qui conseille les individus sur la manière d'avoir le plus grand impact social au cours de leur carrière.
Lors de la réunion annuelle de l'Assemblée mondiale de la santé en 2024, LEEP a participé à une table ronde sur les dangers de l'exposition au plomb aux côtés de représentants de l'USAID, de l'UNICEF et des gouvernements du Nigéria, du Bangladesh et du Vietnam. La réunion a été convoquée en réponse à un appel à l'action lancé par l'administratrice de l'USAID, Samantha Power, qui a désigné l'exposition au plomb comme un domaine prioritaire.

## Financement

Logo d'Open Philanthropy, un organisme inspiré par l'altruisme efficace qui a financé LEEP.

LEEP a été incubé et doté d'un financement de démarrage par Charity Entrepreneurship, une organisation qui promeut des initiatives innovantes et fondées sur des données probantes pour maximiser l'impact social,. En 2023, LEEP a levé 8,97 millions de dollars américains, la majorité de ses revenus provenant de Founders Pledge, Schmidt Futures et de la Greenbridge Family Foundation. LEEP a également collecté des fonds importants auprès d'Open Philanthropy,, un bailleur de fonds associé à l'altruisme efficace qui a identifié la réduction de l'exposition des enfants au plomb comme un moyen négligé, réalisable et efficace d'améliorer le bien-être. LEEP est l'un des trois principaux bénéficiaires de Open Philanthropy visant à réduire l'exposition au plomb dans les pays à revenu faible et intermédiaire, aux côtés de Pure Earth et du Center for Global Development. En 2023, LEEP a également reçu plus de 1,7 million de dollars américains de dons de particuliers, notamment venant de William MacAskill, philosophe et fondateur du mouvement altruisme efficace.
Depuis 2024, LEEP s'est associé à l'Agence américaine pour le développement international pour réduire l'exposition au plomb dans les pays à revenu faible et intermédiaire. L'administratrice de l'USAID, Samantha Power, a observé que l'agence était « bien placée pour se réunir, défendre et soutenir les efforts d'atténuation du plomb par les gouvernements partenaires ».